# Orvasca ashleyi
Orvasca ashleyi är en fjärilsart som beskrevs av Holloway 1999. Orvasca ashleyi ingår i släktet Orvasca och familjen tofsspinnare. Inga underarter finns listade i Catalogue of Life.